# Kalendarium powstania warszawskiego – 29 września

## 29 września, piątek

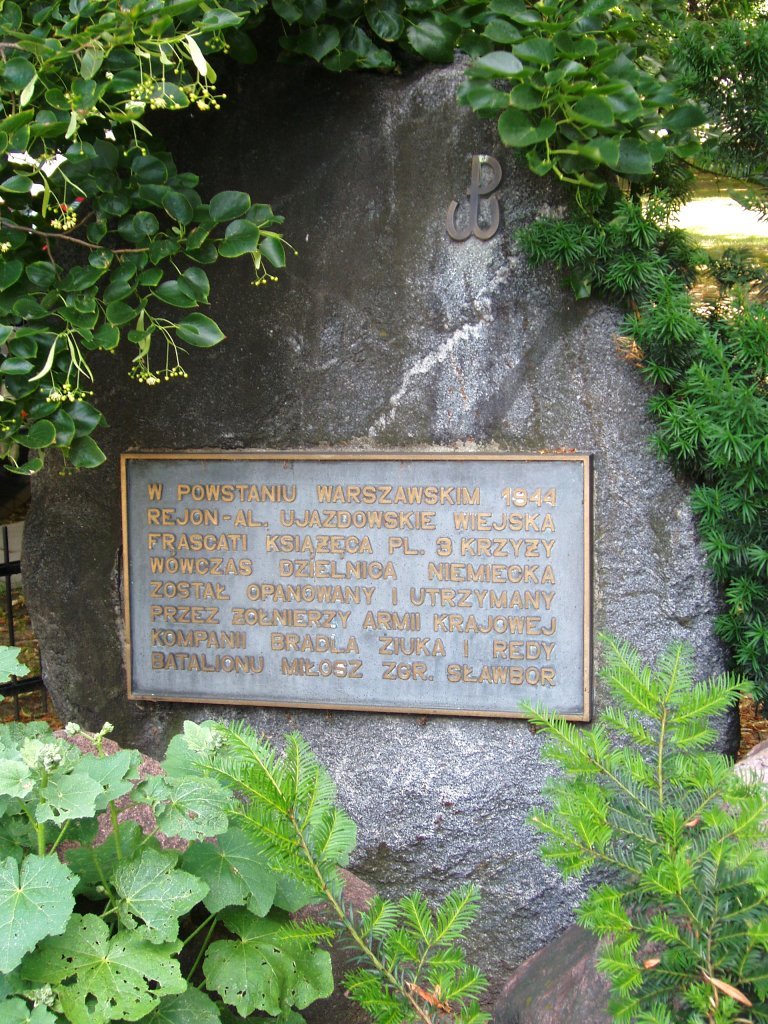
Skwer u zbiegu ulic Prusa i Konopnickiej

Generalne niemieckie natarcie na Żoliborz, z udziałem dywizji pancernej i dwóch pułków. Do obozu koncentracyjnego w Stutthof trafia 1258 warszawiaków, w tym żołnierze i 40 kobiet z AK.
Kolejna depesza premiera Mikołajczyka do Stalina o podjęcie działań mających przynieść pomoc Warszawie.
Z depeszy Bora-Komorowskiego do Kazimierza Sosnkowskiego:

Dalsza walka w izolowanych kotłach [Śródmieście, Żoliborz] może stać się nie możliwa. Głód. Jeśli nie otrzymamy skutecznej pomocy przez uderzenie Sowietów do 1 października, będziemy zmuszeni zaprzestać walki.
Z meldunku w dzienniku bojowym 9. Armii:

W ciężkich walkach udaje się opanować umocnione rejony na peryferiach Żoliborza; nieprzyjaciel broni się zawzięcie i ponosi ciężkie straty.
Niektóre dzienniki powstańcze donoszą, że walki na Mokotowie trwają nadal (mimo kapitulacji 27 września), jednakże łączność z tym rejonem została zerwana.
Dalsze pertraktacje przedstawicieli polskich z von dem Bachem.
Bitwa pod Jaktorowem zakończona rozbiciem przez Niemców Grupy AK „Kampinos”.